# Еса Пірнес
Еса Пірнес (фін. Esa Pirnes; 1 квітня 1977, м. Оулу, Фінляндія) — фінський хокеїст, центральний нападник. 
Вихованець хокейної школи «Кярпят» (Оулу). Виступав за «Кярпят» (Оулу), «Йокеріт» (Гельсінкі), «Еспоо Блюз», «Таппара» (Тампере), «Лос-Анджелес Кінгс», «Манчестер Монаркс» (АХЛ), «Лукко» (Раума), «Фер'єстад» (Карлстад), «Атлант» (Митищі), «Цуг» та АІК (Стокгольм).
В чемпіонатах НХЛ — 57 матчів (3+8). У чемпіонатах Фінляндії провів 398 матчів (101+147), у плей-оф — 51 матч (12+17). В чемпіонатах Швеції — 97 матчів (32+50), у плей-оф — 21 матч (6+6).
У складі національної збірної Фінляндії учасник чемпіонатів світу 2003, 2004, 2006 і 2008 (25 матчів, 3+6). У складі молодіжної збірної Фінляндії учасник чемпіонату світу 1997. 
Досягнення
- Бронзовий призер чемпіонату світу (2006, 2008)
- Чемпіон Фінляндії (2003), срібний призер (2002)
- Учасник матчу усіх зірок КХЛ (2009).